# Woodstock Express (Kings Island)
De Woodstock Express (eerder Fairly Odd Coaster, Scooby Doo en The Beastie) is een houten kinderachtbaan gelegen in het Amerikaanse attractiepark Kings Island.

## Geschiedenis
In 1972 werd de houten achtbaan geopend met de naam Scooby Doo dat onderdeel was van "The Happy Land of Hanna Barbara". Sindsdien is de naam meerdere keren veranderd. In 1979 werd de naam veranderd in The Beastie verwijzend als de kinderversie van de grote houten achtbaan The Beast die datzelfde jaar opende. In dat jaar werd een tunnel gebouwd na de eerste afdaling.
In 2006 werd de tunnel verwijderd en werd de naam aangepast naar Fairly Odd Coaster. In het winterseizoen van 2009-2010 werd de achtbaan gedecoreerd naar Snoopy en werd de naam veranderd naar Woodstock Express.

## Lay-out
De lay-out van de Woodstock Express is een simpele achtvorm, zoals vaker het geval is van ontwerpen van John C. Allen. Drie van Kings Island zusterparken (Canada's Wonderland, Kings Dominion en Carowinds) hebben hetzelfde soort achtbanen in het park staan. Ook is er een onride-camera op de bodem van de tweede afdaling.
Huidig: 
Adventure Express ·
Backlot Stunt Coaster ·
Banshee ·
The Bat ·
Diamondback ·
Flight of Fear ·
Great Pumpkin Coaster ·
Invertigo ·
Mystic Timbers ·
Orion ·
Snoopy's Soap Box Racers ·
The Beast ·
The Racer · 
Woodstock Express ·
Woodstock’s Air Rail
Verdwenen: 
Bat ·
Bavarian Beetle ·
Demon ·
Firehawk ·
King Cobra ·
Scooby's Ghoster Coaster ·
Son of Beast ·
Vortex